# Џоел Боломбој
Џоел Боломбој (рус. Джоэл Боломбой, енгл. Joel Bolomboy; Доњецк, 28. јануар 1994) руско-амерички је кошаркаш. Игра на позицијама крилног центра и центра, а тренутно наступа за Црвену звезду.

## Клупска каријера
Боломбој је рођен у Доњецку у Украјини, од оца Конгоанца и мајке Рускиње. Када је имао три године заједно са породицом се преселио у Форт Ворт у Тексасу. Студирао је и играо кошарку на Универзитету Вебер Стејт од 2012. до 2016. године.
На НБА драфту 2016. одабран је као 52. пик од стране Јута џеза. Званично је потписао уговор са Јутом 19. августа 2016. године. Свој дебитантски наступ у НБА лиги забележио је 30. октобра када је за четири минута на терену постигао три поена у поразу свог тима 88:75 од Лос Анђелес клиперса. Током своје прве сезоне у Јути у више наврата је прослеђен у НБА развојну лигу где је наступао за Солт Лејк Сити старсе.  Током сезоне 2016/17. наступио је на 12 утакмица за Јуту у регуларном делу сезоне док је још два пута излазио на терен у доигравању. Дана 16. октобра 2017. Јута је отпустила Боломбоја. Три дана касније потписао је двосмерни уговор са Милвоки баксима. По одредбама уговора имао је право да наступа и за Милвокијеву филијалу, Висконсин херд, у НБА развојној лиги. Наступио је на шест утакмица за Милвоки након чега је отпуштен 7. јануара 2018. Након тога је остатак сезоне провео у Висконсин херду.
У августу 2018. потписао је трогодишњи уговор са екипом ЦСКА из Москве. У својој првој сезони у московском клубу освојио је Евролигу. У марту 2020. продужио је уговор са клубом на још две године. Напустио је ЦСКА крајем фебруара 2022. због почетка Руске инвазије на Украјину. У јулу 2022. потписао је једногодишњи уговор са Олимпијакосом. Са клубом из Пиреја је стигао до финала Евролиге где је поражен од Реал Мадрида. У домаћим такмичењима са клубом је освојио сва три трофеја — првенство, Куп и Суперкуп. У јулу 2023. потписао је једногодишњи уговор са Црвеном звездом.

## Репрезентација
Боломбој је тренирао са репрезентацијом Украјине током припрема за Светско првенство 2014, али због повреде није наступио ни на једној припремној утакмици. Нашао се и на списку селектора Украјине за Европско првенство 2017, али није наступао на првенству.
У новембру 2018. постао је руски држављанин. Боломбој је дебитовао за репрезентацију Русије током квалификација за Светско првенство 2019. у Кини.  Русија је изборила пласман на Мундобаскет у Кини али Боломбој није играо на овом такмичењу због повреде.

## Успеси

### Клупски
- ЦСКА Москва:
  - Евролига (1): 2018/19.
  - ВТБ јунајтед лига (2): 2018/19, 2020/21.
  - Суперкуп ВТБ јунајтед лиге (1): 2022.
- Олимпијакос:
  - Првенство Грчке (1): 2022/23.
  - Куп Грчке (1): 2022/23.
  - Суперкуп Грчке (1): 2022.
- Црвена звезда:
  - Првенство Србије (1): 2023/24.
  - Јадранска лига (1): 2023/24.
  - Куп Радивоја Кораћа (2): 2024, 2025.